# Eleições estaduais em Rondônia em 1990
As eleições estaduais em Rondônia em 1990 ocorreram em 3 de outubro como parte das eleições gerais no Distrito Federal e em 26 estados. Foram eleitos o governador Osvaldo Piana, o vice-governador Assis Canuto, o senador Odacir Soares, oito deputados federais e vinte e quatro estaduais. Como nenhum candidato a governador teve metade mais um dos votos válidos, houve um segundo turno no dia 25 de novembro e segundo a Constituição, o governador recebeu um mandato de quatro anos com início em 15 de março de 1991, sem direito a reeleição.
O pleito em Rondônia ganhou destaque nacional graças ao assassinato do empresário Olavo Pires, senador no exercício do mandato e candidato mais votado no primeiro turno. Residente no estado desde 1977, ele foi morto com duas rajadas de metralhadora em Porto Velho na noite de 16 de outubro de 1990 e por causa disso houve um rearranjo para a disputa do Palácio Presidente Vargas entre Valdir Raupp e Osvaldo Piana, este o terceiro colocado na disputa. O crime repercutiu nos meios políticos e sociais do estado em discussões que envolveram até os candidatos a governador num ambiente onde os demais temas de campanha foram esvaziados.
Natural de Porto Velho, o médico Osvaldo Piana venceu o segundo turno e tornou-se o primeiro nativo de Rondônia a governar o referido estado. Formado na Universidade Federal do Amazonas em 1975, tem Mestrado em Gastroenterologia pela Pontifícia Universidade Católica do Rio de Janeiro. Filiado ao PDS, foi eleito deputado estadual em 1982 e como delegado da Assembleia Legislativa de Rondônia apoiou Tancredo Neves no Colégio Eleitoral em 1985. Reeleito pelo PFL em 1986, foi escolhido presidente do Poder Legislativo em 1989 e em sua gestão foi promulgada a Constituição estadual e após migrar para o PTR elegeu-se governador em 1990.
Goiana de Itumbiara, o engenheiro agrônomo Assis Canuto é graduado pela Universidade de São Paulo em 1967 via Escola Superior de Agricultura Luiz de Queiroz em Piracicaba e fez curso de manuseio de fertilizantes dois anos mais tarde no Settlement Study Center em Rehovot, Israel. Trabalhou para o Instituto Nacional de Colonização e Reforma Agrária no Rio de Janeiro e em 1970 foi transferido para Rondônia, fixando-se em Ouro Preto do Oeste. Coordenador regional do INCRA para a Amazônia Ocidental, ingressou na ARENA e foi nomeado prefeito de Ji-Paraná em 1979 pelo governador Jorge Teixeira, a quem serviria também como assessor especial. Eleito deputado federal pelo PDS em 1982, ausentou-se na votação da Emenda Dante de Oliveira em 1984 e votou em Paulo Maluf no Colégio Eleitoral em 1985. Reeleito via PFL em 1986, ajudou a conceber a Constituição de 1988 e após migrar para o PTR foi eleito vice-governador de Rondônia em 1990.

## Resultado da eleição para governador

### Primeiro turno
Segundo o Tribunal Superior Eleitoral foram apurados 324.535 votos nominais (75,50%), 56.713 votos em branco (13,19%) e 48.624 votos nulos (11,31%) resultando no comparecimento de 429.872 eleitores.
| Candidatos a governador do estado | Candidatos a vice-governador | Número | Coligação                                          | Votação | Percentual |
| --------------------------------- | ---------------------------- | ------ | -------------------------------------------------- | ------- | ---------- |
| Olavo Pires PTB                   | Fernando Torres PDS          | 14     | A Vontade do Povo (PTB, PDS, PDT, PST)             | 79.456  | 24,48%     |
| Valdir Raupp PRN                  | Leônidas Rachid PRN          | 36     | PRN (sem coligação)                                | 78.893  | 24,31%     |
| Osvaldo Piana PTR                 | Assis Canuto PTR             | 28     | Reconstrução de Rondônia (PTR, PSC, PRP)           | 72.155  | 22,24%     |
| José Guedes PSDB                  | Geraldo Tenuta PSDB          | 45     | PSDB, PFL                                          | 44.245  | 13,63%     |
| Inácio Lemke PT                   | Otávio Joel de Araújo PT     | 13     | Frente Popular Progressista (PT, PCdoB)            | 28.917  | 8,91%      |
| Orestes Muniz PMN                 | Luiz Antônio Carreira PMDB   | 33     | Compromisso com Rondônia (PMN, PMDB, PDC, PL, PSB) | 20.869  | 6,43%      |
| Fontes:                           |                              |        |                                                    |         |            |

### Segundo turno
Segundo o Tribunal Superior Eleitoral foram apurados 326.959 votos nominais (86,41%), 4.594 votos em branco (1,21%) e 46.851 votos nulos (12,38%) resultando no comparecimento de 378.404 eleitores.
| Candidatos a governador do estado | Candidatos a vice-governador | Número | Coligação                                | Votação | Percentual |
| --------------------------------- | ---------------------------- | ------ | ---------------------------------------- | ------- | ---------- |
| Osvaldo Piana PTR                 | Assis Canuto PTR             | 28     | Reconstrução de Rondônia (PTR, PSC, PRP) | 181.605 | 55,54%     |
| Valdir Raupp PRN                  | Leônidas Rachid PRN          | 36     | PRN (sem coligação)                      | 145.354 | 44,46%     |
| Fontes:                           |                              |        |                                          |         |            |

## Biografia do senador eleito

### Odacir Soares
Advogado natural de Rio Branco e diplomado na Universidade Federal do Rio de Janeiro, Odacir Soares também é jornalista e trabalhou nas revistas Manchete e Fatos e Fotos. De volta a Rondônia, fundou a seccional da Ordem dos Advogados do Brasil e serviu ao então território federal como secretário de Segurança nos governos José Campedelli e João Carlos Marques Henrique Neto. Dentre os outros cargos que exerceu estão os de presidente do Conselho Territorial de Trânsito e também da Companhia de Águas e Esgotos de Rondônia. Assessor jurídico da prefeitura de Porto Velho, foi prefeito da cidade por duas vezes mediante escolhas de João Carlos Marques Henrique Neto. Chefe de gabinete do governador Teodorico Gaíva e consultor jurídico do governo rondoniense, tornou-se suplente de deputado federal pela ARENA em 1978 e exerceu o mandato por força de convocação. Filiado ao PDS elegeu-se senador em 1982 e na eleição presidencial indireta de 1985, votou em Paulo Maluf. Após migrar para o PFL, foi derrotado na eleição para governador de Rondônia em 1986, todavia renovou o mandato de senador em 1990. No julgamento do impeachment de Fernando Collor, esteve entre os oito senadores que votaram contra a condenação do presidente em 1992.

## Resultado da eleição para senador
Segundo o Tribunal Superior Eleitoral houve 267.730 votos nominais (62,28%), 118.872 votos em branco (27,65%) e 43.270 votos nulos (10,07%) resultando no comparecimento de 429.872 eleitores.
| Candidatos a senador da República | Candidatos a suplente de senador                 | Número | Coligação                                          | Votação | Percentual |
| --------------------------------- | ------------------------------------------------ | ------ | -------------------------------------------------- | ------- | ---------- |
| Odacir Soares PFL                 | Victor Sadek Filho PFL Berenice Luz da Silva PFL | 251    | PSDB, PFL                                          | 104.186 | 38,92%     |
| Chagas Neto PDS                   | -                                                | 111    | A Vontade do Povo (PTB, PDS, PDT, PST)             | 65.467  | 24,45%     |
| Adilton Bittencourt PMN           | -                                                | 331    | Compromisso com Rondônia (PMN, PMDB, PDC, PL, PSB) | 30.666  | 11,45%     |
| Emerson Teixeira PT               | -                                                | 131    | Frente Popular Progressista (PT, PCdoB)            | 28.071  | 10,49%     |
| Ruy Parra Motta PSDB              | -                                                | 451    | PSDB (sem coligação)                               | 22.547  | 8,42%      |
| Ângelo Angelim PSC                | -                                                | 201    | Reconstrução de Rondônia (PTR, PSC, PRP)           | 16.793  | 6,27%      |
| Fontes:                           |                                                  |        |                                                    |         |            |

## Deputados federais eleitos
São relacionados os candidatos eleitos com informações complementares da Câmara dos Deputados. Foram apurados 237.302 votos nominais e de legenda (55,20%), 137.858 votos em branco (32,07%) e 54.712 votos nulos (12,73%) resultando no comparecimento de 429.872 eleitores.

Representação eleita
  PTB: 7
  PDT: 1

| Número  | Deputados federais eleitos | Partido | Votação | Percentual | Cidade onde nasceu   | Unidade federativa |
| 1415    | Edison Fidélis             | PTB     | 13.885  | 3,70%      | Apucarana            | Paraná             |
| 1401    | Nobel Moura                | PTB     | 12.388  | 3,30%      | Dianópolis           | Tocantins          |
| 1406    | Jabes Rabelo               | PTB     | 11.002  | 2,93%      | Campo Mourão         | Paraná             |
| 1444    | Carlinhos Camurça          | PTB     | 9.360   | 2,49%      | Guajará-Mirim        | Rondônia           |
| 1403    | Reditário Cassol           | PTB     | 9.289   | 2,48%      | Concórdia            | Santa Catarina     |
| 1207    | Raquel Cândido             | PDT     | 7.961   | 2,12%      | Guajará-Mirim        | Rondônia           |
| 1420    | Maurício Calixto           | PTB     | 7.841   | 2,09%      | Arcos                | Minas Gerais       |
| 1414    | Pascoal Novaes             | PTB     | 3.943   | 1,05%      | Presidente Venceslau | São Paulo          |
| Fontes: |                            |         |         |            |                      |                    |

## Deputados estaduais eleitos
Foram eleitos 24 deputados estaduais para a Assembleia Legislativa de Rondônia. Ressalte-se que os votos em branco eram inclusos no cálculo do quociente eleitoral nas disputas proporcionais até 1997, quando tal anomalia foi banida de nossa legislação. Foram apurados 271.821 votos nominais e de legenda (63,23%), 111.009 votos em branco (25,83%) e 47.042 votos nulos (10,94%) resultando no comparecimento de 429.872 eleitores.

Representação eleita
  PMN: 7
  PTB: 5
  PRN: 3
  PSC: 2
  PFL: 2
  PT: 2
  PDS: 2
  PSDB: 1

| Número  | Deputados estaduais eleitos | Partido | Votação | Percentual | Cidade onde nasceu   | Unidade federativa |
| 33110   | Sandi Calistro de Sousa     | PMN     | 5.608   | 1,46%      | Catolé do Rocha      | Paraíba            |
| 33161   | Eurípedes Miranda           | PMN     | 4.385   | 1,15%      | Cardoso              | São Paulo          |
| 33147   | William José Curi           | PMN     | 4.250   | 1,11%      | Batatais             | São Paulo          |
| 14150   | Ini Santa Fidélis de Sousa  | PTB     | 3.819   | 0,99%      | Curvelo              | Minas Gerais       |
| 33150   | Isaac Bennesby              | PMN     | 3.753   | 0,98%      | Juazeiro             | Bahia              |
| 14134   | Enéas Rômulo de Araújo      | PTB     | 3.421   | 0,89%      | Ariquemes            | Rondônia           |
| 33200   | João Batista de Lima        | PMN     | 3.420   | 0,89%      | Itapemirim           | Espírito Santo     |
| 33140   | Ernando Corrêa Coutinho     | PMN     | 3.270   | 0,85%      | Rio Verde            | Goiás              |
| 20111   | Aurindo Vieira Coelho       | PSC     | 3.198   | 0,84%      | Quixeramobim         | Ceará              |
| 25112   | Janatam Ribeiro da Igreja   | PFL     | 3.056   | 0,80%      | Amaraji              | Pernambuco         |
| 13203   | Agmar de Souza Gomes        | PT      | 2.878   | 0,75%      | Feira de Santana     | Bahia              |
| 33111   | Elisabeth Badocha           | PMN     | 2.819   | 0,74%      | Catanduva            | São Paulo          |
| 11126   | José Mário de Melo          | PDS     | 2.812   | 0,73%      | Camocim de São Félix | Pernambuco         |
| 14102   | Marlene Gorayeb             | PTB     | 2.806   | 0,73%      | Floriano             | Piauí              |
| 45111   | Odaisa Fernandes            | PSDB    | 2.732   | 0,71%      | Porto Acre           | Acre               |
| 25160   | Renato Veloso               | PFL     | 2.685   | 0,70%      | Uberlândia           | Minas Gerais       |
| 20110   | Lúcia Tereza                | PSC     | 2.560   | 0,67%      | Presidente Prudente  | São Paulo          |
| 14101   | Pedro Lima Paz              | PTB     | 2.461   | 0,64%      | Patos de Minas       | Minas Gerais       |
| 11102   | Reginaldo Monteiro          | PDS     | 2.428   | 0,63%      | Itapetinga           | Bahia              |
| 14222   | Silvernani Santos           | PTB     | 2.389   | 0,62%      | Trairi               | Ceará              |
| 36193   | Vicente Homem Sobrinho      | PRN     | 1.945   | 0,51%      | Gaurama              | Rio Grande do Sul  |
| 13160   | Nério Bianchini             | PT      | 1.928   | 0,50%      | Urussanga            | Santa Catarina     |
| 36116   | Newton Schramm              | PRN     | 1.904   | 0,51%      | Umuarama             | Paraná             |
| 36122   | Darci Kischener             | PRN     | 1.663   | 0,43%      | Bela Vista de Goiás  | Goiás              |
| Fontes: |                             |         |         |            |                      |                    |